# Morti nel 1969/Febbraio
| Questa pagina contiene informazioni ricavate automaticamente dalle voci biografiche con l'ausilio del template Bio e di un bot. L'aggiornamento è periodico e automatico e ricostruisce completamente la pagina. Se manca una persona in questa lista, sei pregato di non aggiungerla, ma accertati piuttosto che la sua voce biografica contenga il template Bio e che i dati anagrafici siano correttamente compilati. Se il template Bio manca, inseriscilo tu stesso o, in alternativa, metti l'avviso {{tmp\|Bio}} che ne segnala la mancanza. Se i dati riportati sono sbagliati, correggi direttamente la voce biografica; le modifiche saranno visibili in questa lista entro pochi giorni. Per chiarimenti vedi il progetto biografie. La lista contiene solo le 81 persone che sono citate nell'enciclopedia e per le quali è stato implementato correttamente il template Bio. Pagina aggiornata al 3 mar 2024. |

- 1º febbraio - Gaetano Chiavacci, filosofo e pedagogista italiano (n. 1886)
- 1º febbraio - Giovanni Geloso, ingegnere e imprenditore italiano (n. 1901)
- 1º febbraio - Morihiro Higashikuni, principe e militare giapponese (n. 1916)
- 1º febbraio - Stanisław Paczka, slittinista polacco (n. 1945)
- 2 febbraio - Sergej Petrovič Alekseev, regista sovietico (n. 1896)
- 2 febbraio - John Johnsen, calciatore norvegese (n. 1895)
- 2 febbraio - Boris Karloff, attore britannico (n. 1887)
- 2 febbraio - Giovanni Martinelli, tenore italiano (n. 1885)
- 3 febbraio - Berardo Cittadini, imprenditore e politico italiano (n. 1880)
- 3 febbraio - Eduardo Mondlane, politico e rivoluzionario mozambicano (n. 1920)
- 3 febbraio - Al Taliaferro, fumettista statunitense (n. 1905)
- 4 febbraio - Orazio Condorelli, giurista e politico italiano (n. 1897)
- 4 febbraio - Enzo Ferrieri, regista, giornalista e sceneggiatore italiano (n. 1890)
- 5 febbraio - Y. Frank Freeman, dirigente d'azienda statunitense (n. 1890)
- 5 febbraio - Thelma Ritter, attrice statunitense (n. 1902)
- 7 febbraio - Enrico Greppi, medico italiano (n. 1896)
- 8 febbraio - Ezio Maria Gray, politico, giornalista e saggista italiano (n. 1885)
- 8 febbraio - Leopoldo Méndez, disegnatore, incisore e grafico messicano (n. 1902)
- 8 febbraio - Knut Sandengen, calciatore norvegese (n. 1932)
- 9 febbraio - Giovanni Giuseppe Bonzi, sacerdote e teologo italiano (n. 1898)
- 9 febbraio - Tiest van Gestel, arciere olandese (n. 1881)
- 9 febbraio - Gabby Hayes, attore statunitense (n. 1885)
- 9 febbraio - William Lescaze, architetto svizzero (n. 1896)
- 9 febbraio - Giambattista Patarino, medico e dirigente sportivo italiano (n. 1890)
- 9 febbraio - Manuel Plaza, maratoneta e mezzofondista cileno (n. 1900)
- 9 febbraio - Marty Servo, pugile statunitense (n. 1919)
- 9 febbraio - Enzo Sovitti, cestista e allenatore di pallacanestro italiano (n. 1926)
- 9 febbraio - Michel Ungeheuer, calciatore lussemburghese (n. 1890)
- 11 febbraio - Dario Beni, ciclista su strada italiano (n. 1889)
- 11 febbraio - Oswald Holmberg, ginnasta e tiratore di fune svedese (n. 1882)
- 11 febbraio - Michael Reeves, regista e sceneggiatore britannico (n. 1943)
- 11 febbraio - Alessandro Schienoni, allenatore di calcio e calciatore italiano (n. 1902)
- 12 febbraio - Arthur Johnson Eames, botanico statunitense (n. 1881)
- 13 febbraio - Roland Bartrop, attore inglese (n. 1925)
- 13 febbraio - Sidney Cotton, inventore e fotografo australiano (n. 1894)
- 13 febbraio - Luigi Pera, ingegnere e architetto italiano (n. 1899)
- 14 febbraio - Vincenzo Baggioli, fumettista e giornalista italiano (n. 1909)
- 14 febbraio - Natale De Carli, calciatore italiano (n. 1918)
- 14 febbraio - Vito Genovese, mafioso italiano (n. 1897)
- 14 febbraio - Charles Judels, attore e doppiatore tedesco (n. 1882)
- 14 febbraio - Vladimir Pavlovič Kaplunovskij, regista cinematografico sovietico (n. 1906)
- 14 febbraio - Émile Auguste Ouchard, archettaio francese (n. 1900)
- 14 febbraio - Jack Ozburn, cestista statunitense (n. 1913)
- 15 febbraio - Pee Wee Russell, clarinettista e sassofonista statunitense (n. 1906)
- 15 febbraio - Hans Vollmer, storico dell'arte tedesco (n. 1878)
- 17 febbraio - Harry Hardy, calciatore inglese (n. 1895)
- 18 febbraio - Gisela Arendt, nuotatrice tedesca (n. 1918)
- 18 febbraio - Dragiša Cvetković, politico jugoslavo (n. 1893)
- 18 febbraio - Angelo de Fiore, poliziotto italiano (n. 1895)
- 19 febbraio - Madge Blake, attrice statunitense (n. 1899)
- 19 febbraio - Jean-Pierre Ducasse, ciclista su strada e ciclocrossista francese (n. 1944)
- 19 febbraio - Giuseppe Marini, ammiraglio italiano (n. 1899)
- 19 febbraio - Hernán Robleto, scrittore nicaraguense (n. 1892)
- 20 febbraio - Ernest Ansermet, direttore d'orchestra svizzero (n. 1883)
- 21 febbraio - José de Capriles, schermidore statunitense (n. 1912)
- 21 febbraio - Anita Raffaella Cavalieri, scultrice e poetessa italiana (n. 1884)
- 21 febbraio - Jean Charbonneaux, archeologo francese (n. 1895)
- 21 febbraio - Lewis Martin, attore statunitense (n. 1894)
- 21 febbraio - Masi Simonetti, pittore italiano (n. 1903)
- 22 febbraio - Johannes Dieckmann, giornalista e politico tedesco (n. 1893)
- 22 febbraio - Béla Kovácsy, calciatore ungherese (n. 1905)
- 22 febbraio - Alois Pupp, politico italiano (n. 1900)
- 23 febbraio - Madhubala, attrice indiana (n. 1933)
- 23 febbraio - Frank Ellis, attore statunitense (n. 1897)
- 23 febbraio - Sa'ud dell'Arabia Saudita, sovrano saudita (n. 1902)
- 23 febbraio - Ronald Scobie, generale britannico (n. 1893)
- 23 febbraio - Constantin Silvestri, direttore d'orchestra e compositore rumeno (n. 1913)
- 24 febbraio - Ernesto Page, politico italiano (n. 1888)
- 25 febbraio - Władysław Dobrowolski, schermidore polacco (n. 1896)
- 25 febbraio - Barney e Betty Hill,  statunitense (n. 1922)
- 25 febbraio - Jan Zajíc, patriota cecoslovacco (n. 1950)
- 26 febbraio - Elwood Bredell, direttore della fotografia statunitense (n. 1902)
- 26 febbraio - Chōsin Chibana, artista marziale giapponese (n. 1885)
- 26 febbraio - Levi Eshkol, politico ucraino (n. 1895)
- 26 febbraio - Karl Jaspers, filosofo e psichiatra tedesco (n. 1883)
- 26 febbraio - Erwin Rauch, generale tedesco (n. 1889)
- 27 febbraio - John Boles, attore e cantante statunitense (n. 1895)
- 27 febbraio - Al'bert Mokeev, pentatleta sovietico (n. 1936)
- 28 febbraio - Otto Fahr, nuotatore tedesco (n. 1892)
- 28 febbraio - Martin Stahnke, canottiere tedesco (n. 1888)
- 28 febbraio - Gustavo Testa, cardinale e arcivescovo cattolico italiano (n. 1886)